# Oreocnemis phoenix
Oreocnemis phoenix é uma espécie de libelinha da família Platycnemididae.
É endémica de Malawi.
Os seus habitats naturais são: savanas húmidas, pântanos e nascentes de água doce.
Está ameaçada por perda de habitat.